# Бевард
Бевард (фр. Beuvardes) насеље је и општина у североисточној Француској у региону Пикардија, у департману Ен (Пикардија) која припада префектури Шато Тјери.
По подацима из 2011. године у општини је живело 722 становника, а густина насељености је износила 46,1 становника/km². Општина се простире на површини од 15,66 km². Налази се на средњој надморској висини од 101 метар (максималној 226 m, а минималној 131 m).

## Демографија
| 1962. | 1968. | 1975. | 1982. | 1990. | 1999. | 2011. |
| ----- | ----- | ----- | ----- | ----- | ----- | ----- |
| 439   | 458   | 479   | 544   | 642   | 640   | 722   |

График промене броја становника у току последњих година